# Mehlmeisel
Mehlmeisel is een gemeente in de Duitse deelstaat Beieren, en maakt deel uit van het Landkreis Bayreuth. Het is gelegen in het arrondissement Oberfranken.
Mehlmeisel telt 1.319 inwoners. Het toerisme is de belangrijkste bron van inkomen van de gemeente.

## Geografie

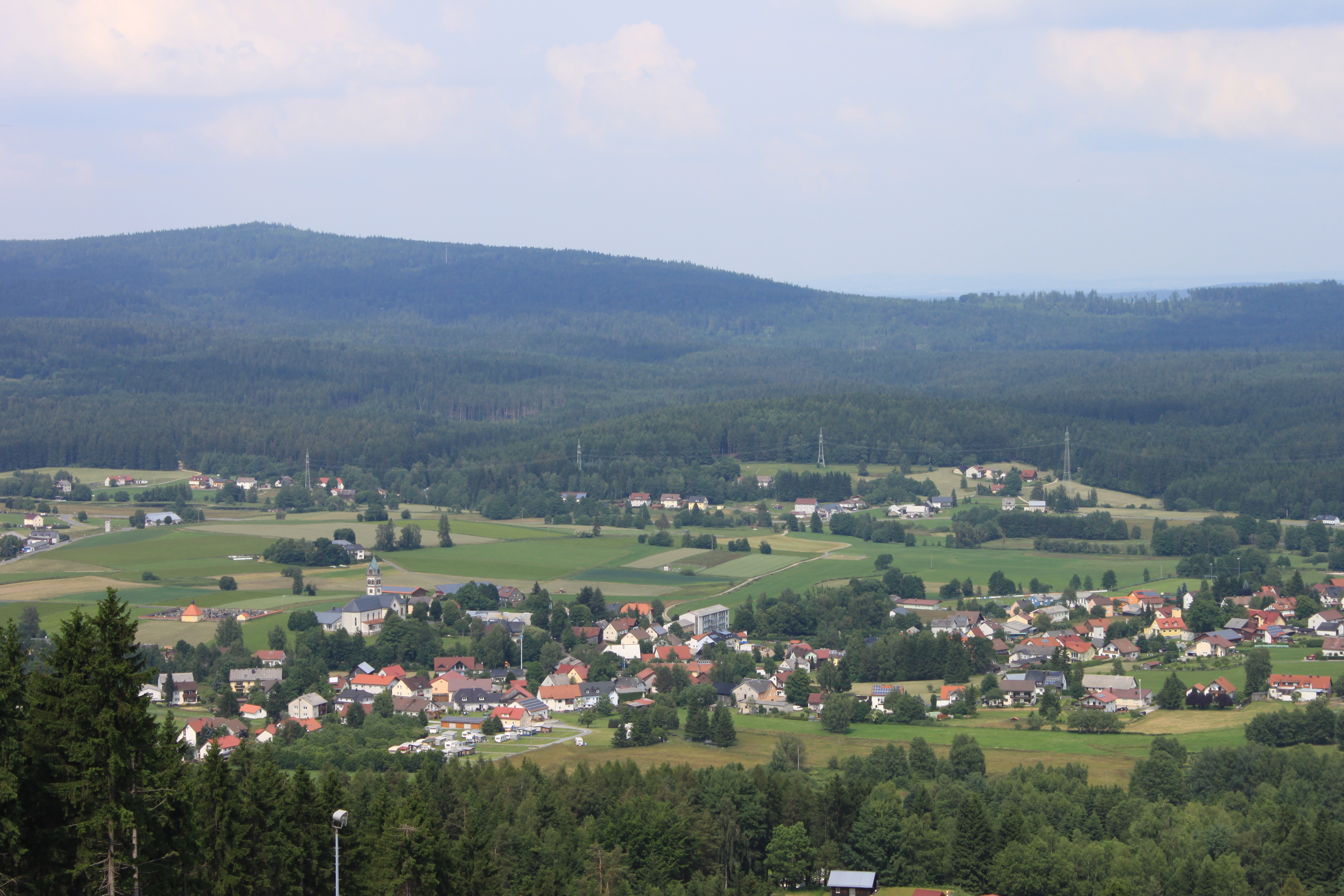
Gezicht vanaf de Klausenberg noordoostwaarts op Mehlmeisel

Mehlmeisel ligt, omgeven door weilanden en bossen,  in een dal  in het natuurpark Fichtelgebergte aan de bovenloop van de beek Fichtelnaab. De gemeente ligt vrij afgelegen.
De Bundesstraße 303, die 3 km noordoostelijk van noorderbuur Fichtelberg en 7 km van Mehlmeisel zelf loopt, is de belangrijkste verkeersader in de omgeving. Zie voor andere verkeersverbindingen: Fichtelberg .

### Delen van de gemeente
- Erllohe (dorpje zonder eigen kerk)
- Fischlohe (Einöde)[2]
- Hüttstadl (Einöde)
- Klausenhäusl (Einöde)
- Mehlmeisel (parochiedorp en hoofdplaats)
- Mitterlind (dorpje zonder eigen kerk)
- Neugrün (dorpje zonder eigen kerk)
- Oberlind (gehucht)
- Richardsfeld (dorpje zonder eigen kerk)
- Unterlind (dorpje met eigen kerk, ten oosten van Mehlmeisel zelf)

## Historie
Mehlmeisel werd voor het eerst in annalen genoemd in 1283. Het behoorde in die tijd tot de bezittingen van de baron von Hirschberg. Houtskoolbranderij was een belangrijke bron van bestaan. Het dorpje werd in 1431 tijdens de Hussietenoorlogen verwoest. Onder andere in 1848 en 1901 werd het uit houten huizen bestaande Mehlmeisel door branden verwoest. 

## Cultuur en Bezienswaardigheden
Mehlmeisel is een staatlich anerkannter Erholungsort, een door de staat erkend recreatie- en ontspanningsoord, waar geen milieuvervuilende bedrijven of activiteiten zijn toegestaan.

### Bezienswaardigheden

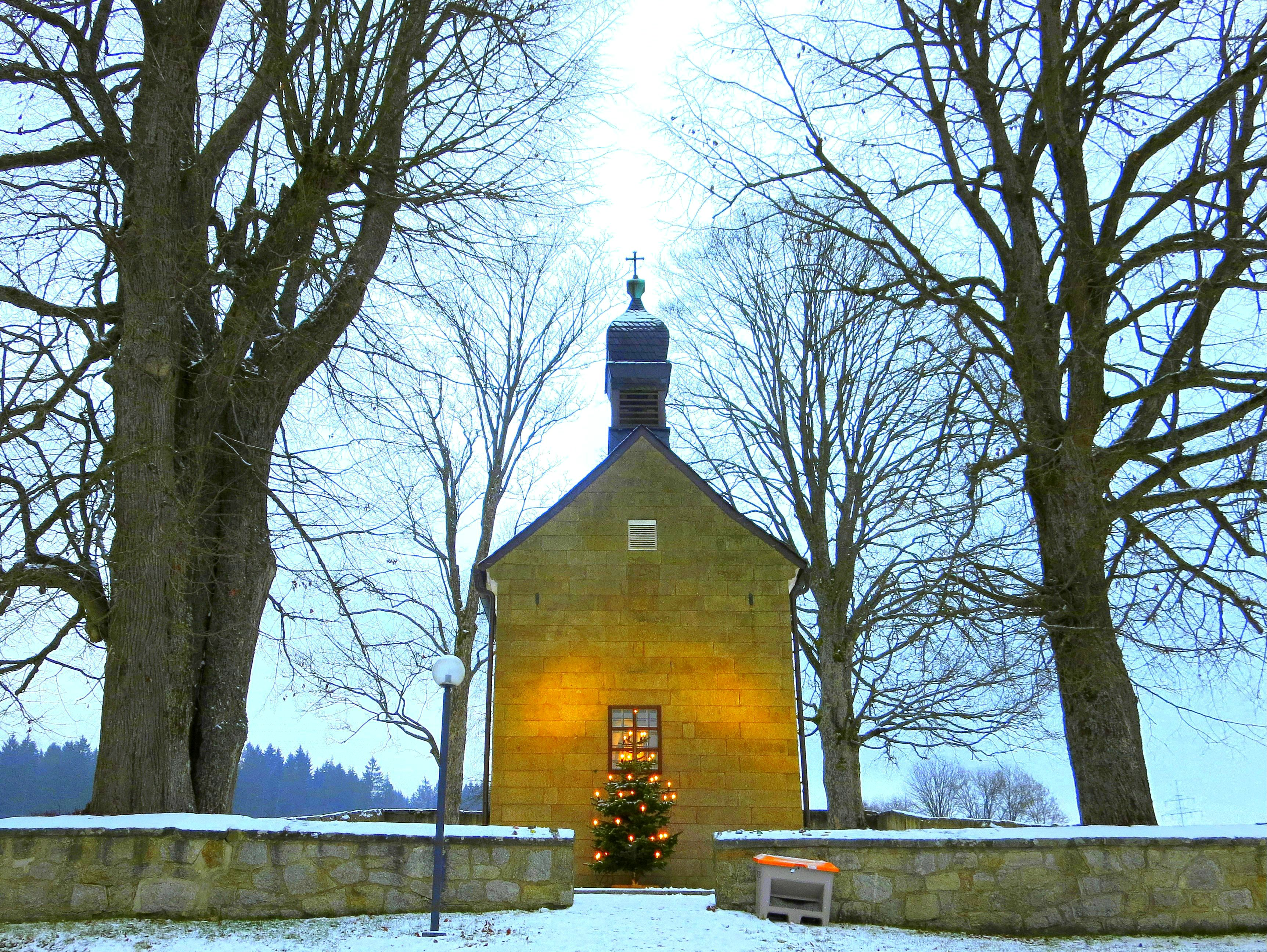
Maria Loreto-bedevaartkapel (1686), Unterlind
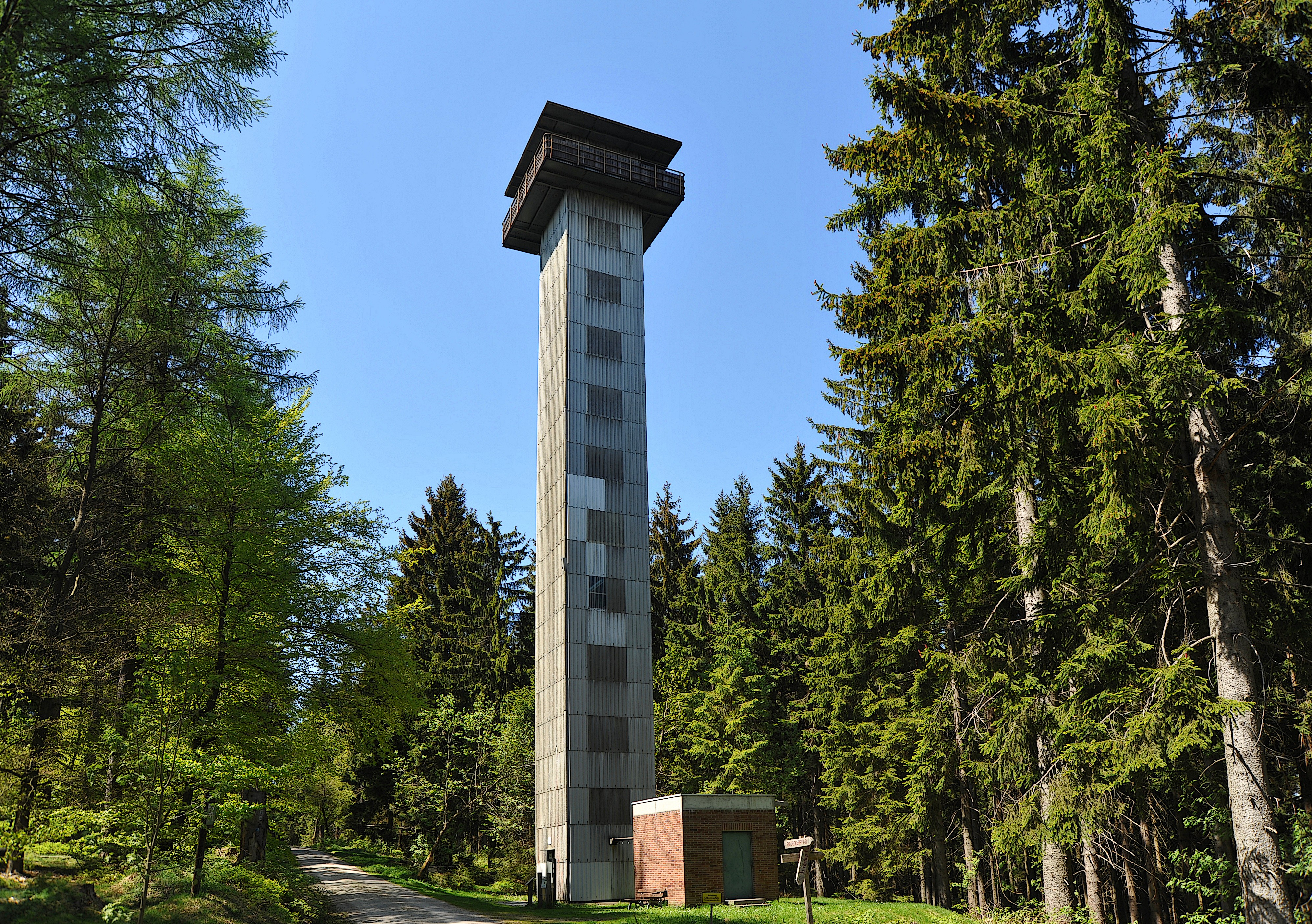
De Klausenturm
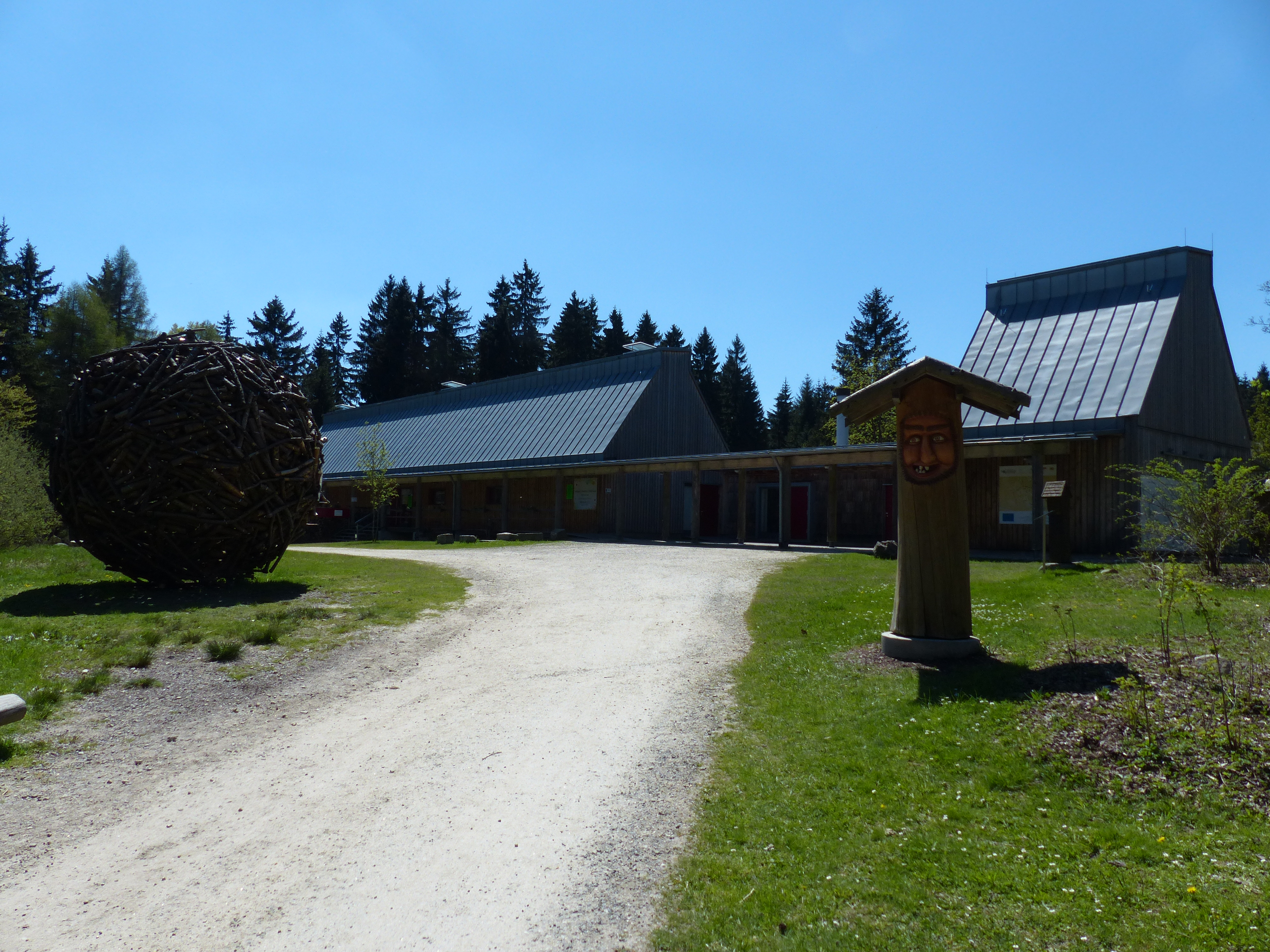
Ingang Wildpark Waldhaus Mehlmeisel

- Wildpark met inheemse dieren (lynx, Europese wilde kat, roofvogels, herten, sneeuwhaas, auerhoen, korhoen enz.) met kinderboerderij (Streichel-Zoo) op de Klausenberg. De ingang ligt bij de uitspanning Waldhaus.
- De 46 m hoge uitzichttoren Klausenturm staat op de Klausenberg, drie kilometer ten WZW van Mehlmeisel.
- Wellness in de uitspanning Bayreuther Hof, ook op de Klausenberg, 350 m van de ingang van het wildpark

### Sport
- Skilift Klausenlift
- Voetbalvereniging "TSV Mehlmeisel"

### Wintersport
Mehlmeisel heeft 1 skiafdaling van 700 meter lengte, met een hoogteverschil van ruim 200 meter 
Voor deze afdaling zijn er 3 moderne sleepliften aangelegd, ook zijn er 5 sneeuwkanonnen. De piste is ook volledig voorzien van kunstlicht.
Verder zijn er in de nabije omgeving ook nog:
- seilschwebebahn Ochsenkopf (dalstation 1½ km ten zuidwesten van Mehlmeisel-dorp)

2 pistes aaneengesloten van 1900 meter respectievelijk 2300 meter lengte met beiden een hoogteverschil van zo'n 400 meter. De piste van 2300 meter lengte richting Bischofsgrün is sinds 2006 geheel voorzien van kunstsneeuw-installaties.
Daarnaast zijn er pistes voor langlaufen  en in de zomer routes voor mountainbiken en zijn er  wandelroutes van uiteenlopende moeilijkheidsgraad.